# كيس آرتز
كيس آرتز (بالهولندية: Kees Aarts)‏ هو أستاذ جامعي هولندي، ولد في 24 مايو 1959 في سيرتوخيمبوس في هولندا.